# A-140
La carretera A-140 pertenece a la red de carreteras autonómicas de Aragón. Tiene una longitud aproximadamente de 29,3 km.
Atraviesa los municipios de Albelda, Tamarite de Litera, Binéfar y Binaced. Conecta con el  Eje Prepirenaico (C-26) en el L.P. Lérida.